# Ford Model T
Ford Model T – samochód osobowy produkowany pod amerykańską marką Ford w latach 1908–1927. Model T odegrał kluczową rolę w zmotoryzowaniu amerykańskiego społeczeństwa, zbudowany w liczbie ponad 15 mln egzemplarzy, wielokrotnie większej niż jakikolwiek inny ówczesny samochód na świecie. Wdrożone przez Forda metody produkcji masowej pozwoliły na znaczną redukcję kosztów produkcji Modelu T, a w konsekwencji umożliwiły jego sprzedaż w cenie przystępnej dla przeciętnego mieszkańca Stanów Zjednoczonych.

## Historia modelu

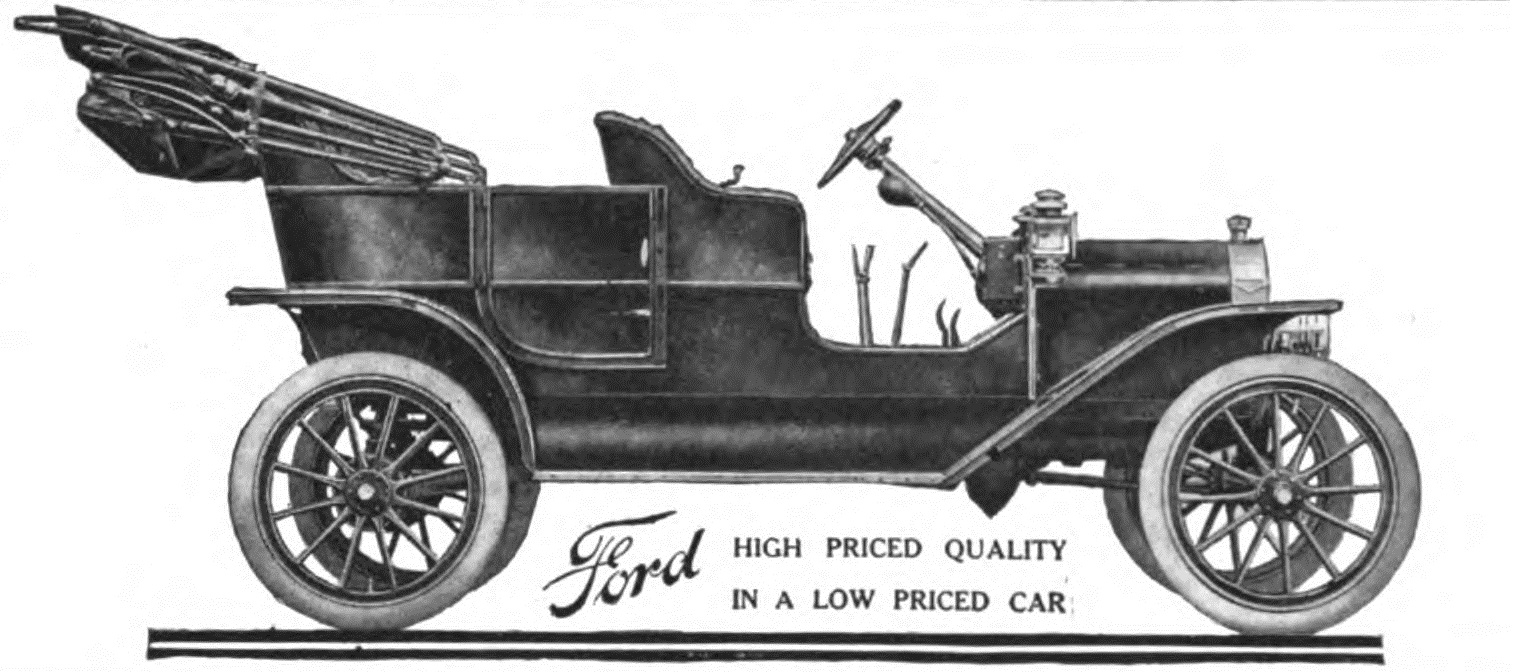
Reklama Forda Model T (1908)

Samochód Ford Model T powstał w 1908 roku. Jego głównymi konstruktorami byli: Henry Ford, C. Harold Wills, József Galamb i Jenő Farkas. Głównym założeniem Henry'ego Forda było stworzenie samochodu dla przeciętnej amerykańskiej rodziny. Dodatkowo auto miało być tanie, o prostej budowie, łatwe w naprawie, proste w prowadzeniu, mieć miękkie zawieszenie i duży prześwit, umożliwiający jazdę po bezdrożach. Koncepcja okazała się trafiona. 27 września 1908 roku bramy fabryki przy Piquette Avenue w Detroit opuścił pierwszy egzemplarz Modelu T. W 1910 roku produkcję przeniesiono do nowo otwartego zakładu w Highland Park. Tam w 1913 roku Ford wdrożył pierwszą na świecie ruchomą linię montażową, która pozwoliła na zwielokrotnienie produkcji. W kolejnych latach montaż Modelu T podjęto w kilkudziesięciu fabrykach Forda rozproszonych na terenie Stanów Zjednoczonych oraz w Europie.

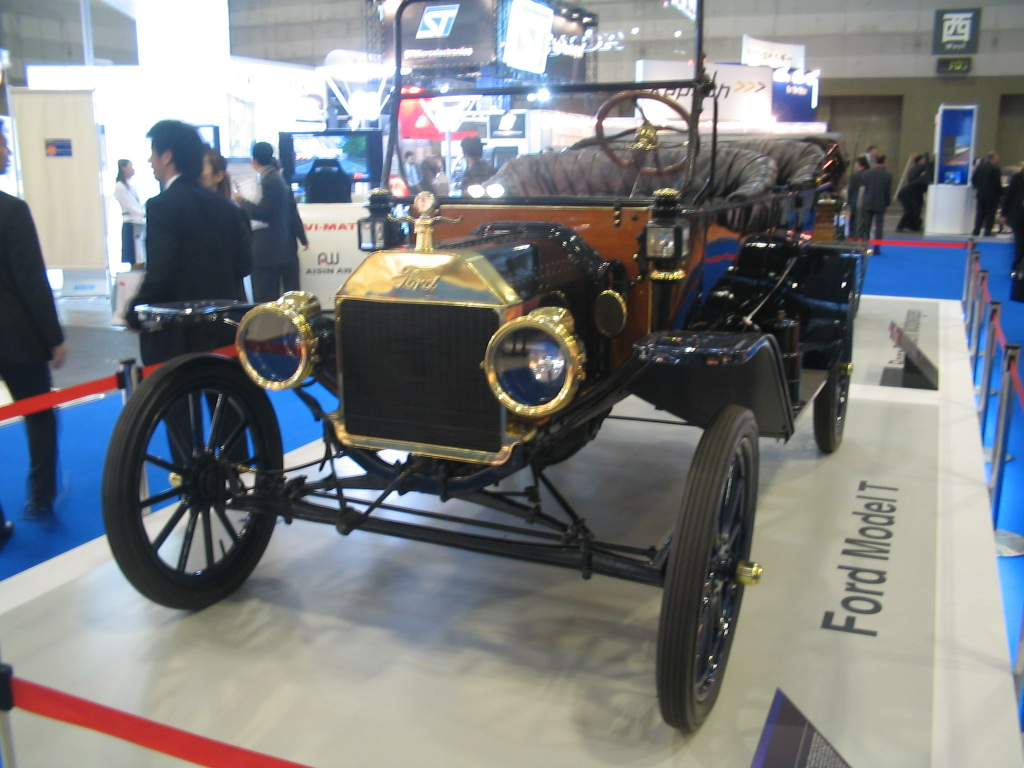
Ford Model T (1914)

Wraz ze wzrostem produkcji malała cena pojazdu. Początkowo cena wynosiła 850 USD, jednak tuż przed przystąpieniem Stanów Zjednoczonych do I wojny światowej, cena spadła poniżej 400 USD. W latach 20. XX wieku cena oscylowała wokół 300 dolarów, przy zarobkach robotnika fabrycznego wynoszących 5 USD, a w latach 20. 7 USD dziennie (co stanowiło ok. 150% płacy rynkowej).

### Sprzedaż
Kształtowanie się ceny i produkcja aut przed przystąpieniem Stanów Zjednoczonych do I wojny światowej:
| Lata      | Cena (USD) | Liczba wyprodukowanych aut |
| --------- | ---------- | -------------------------- |
| 1909–1910 | 950        | 18 664                     |
| 1910–1911 | 780        | 34 528                     |
| 1911–1912 | 690        | 78 440                     |
| 1912–1913 | 600        | 188 220                    |
| 1913–1914 | 550        | 248 307                    |
| 1914–1915 | 490        | 308 213                    |
| 1915–1916 | 440        | 533 921                    |
| 1916–1917 | 360        | 785 432                    |

W latach wojennych ceny aut nieznacznie wzrosły i minimalnie spadła wielkość produkcji, ale gdy w latach 1920–1921 obniżono cenę do 355 dolarów, wielkość produkcji osiągnęła 1 250 000 sztuk.
Mimo dewizy Henry'ego Forda z 1914 roku: „możesz otrzymać samochód w każdym kolorze, pod warunkiem, że będzie to kolor czarny”, model T nie stracił na powodzeniu. Wyłącznie na czarno malowano go w latach 1914–1926. Samochód znany był również z różnych pieszczotliwych, a nieraz złośliwych określeń. Najbardziej znane to Tin Lizzie (tłum. Blaszana Elżunia).
Forda T wyprodukowano w liczbie ponad 15 milionów egzemplarzy. Jeżeli chodzi o samochody o jednorodnej, niezmienianej zasadniczo konstrukcji, rekord ten pobił tylko Volkswagen Garbus (w 1972 roku).

## Przyczyny sukcesu

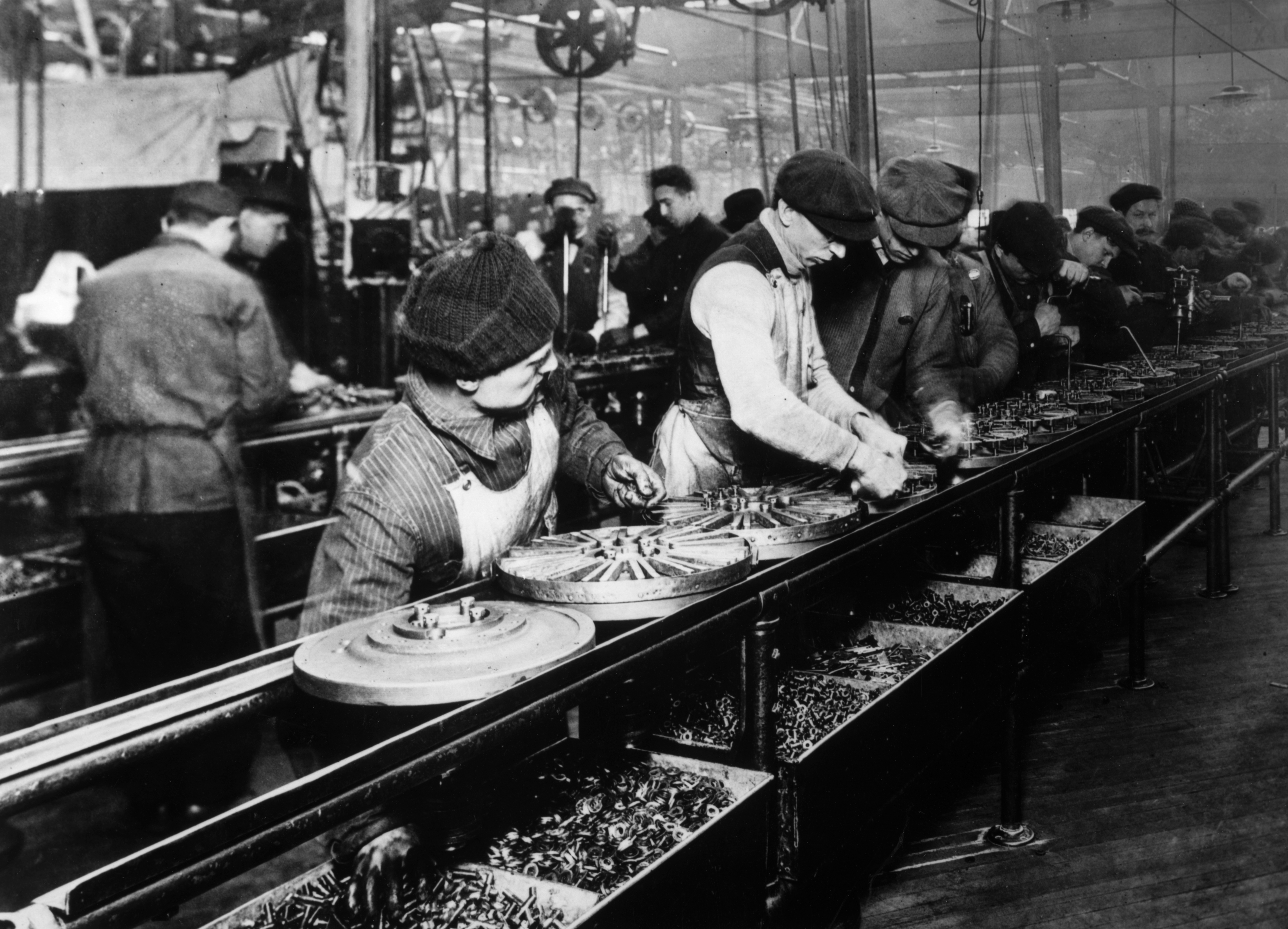
Linia produkcyjna Forda, 1913

Ford T, choć był stosunkowo nowoczesny, nie był najbardziej zaawansowanym technicznie, ani najdoskonalszym samochodem swoich czasów. Nie był też pierwszym samochodem wytwarzanym na taśmie montażowej, jako że już od 1901 r. produkowany seryjnie był model Oldsmobile Curved Dash. Przyczyną sukcesu Tin Lizzie stało się nieustanne dążenie jego twórcy do doskonałości. Metoda wytwarzania auta, która zrewolucjonizowała oblicze przemysłu samochodowego, polegała na jego montażu z gotowych podzespołów na ruchomej taśmie produkcyjnej, przez dwu- lub trzyosobowy zespół pracowników. Początkowo wyprodukowanie jednego egzemplarza modelu T zajmowało około 12 godzin. Dzięki stopniowemu doskonaleniu koncepcji montażu taśmowego czas ten uległ znacznemu skróceniu. Pod koniec produkcji, w 1927 roku wyprodukowanie jednego forda zajmowało ok. 90 minut. Dzięki temu wzrostowi wydajności możliwe było znaczne obniżenie ceny samochodu: z 1000 dolarów w 1908 roku do niecałych 300 dolarów w 1927 roku. To z kolei stało się w dużej mierze przyczyną jego ogromnej popularności.

### Zamienność części
Wówczas nie istniało pojęcie zamienności części. W razie uszkodzenia, należało część wykonać samemu, lub zamówić w fabryce za odpowiednio wysoką kwotę i czekać na realizację zamówienia. Henry Ford wraz z modelem T wprowadził zamienność części i odpowiednio je skatalogował. Posiadały one duże tolerancje tak, aby każdy mógł je naprawiać. Jednak większość z nich można było kupić w każdym sklepie żelaznym w Stanach Zjednoczonych i koszt ich zakupu był niższy niż naprawy.

### Niezawodność

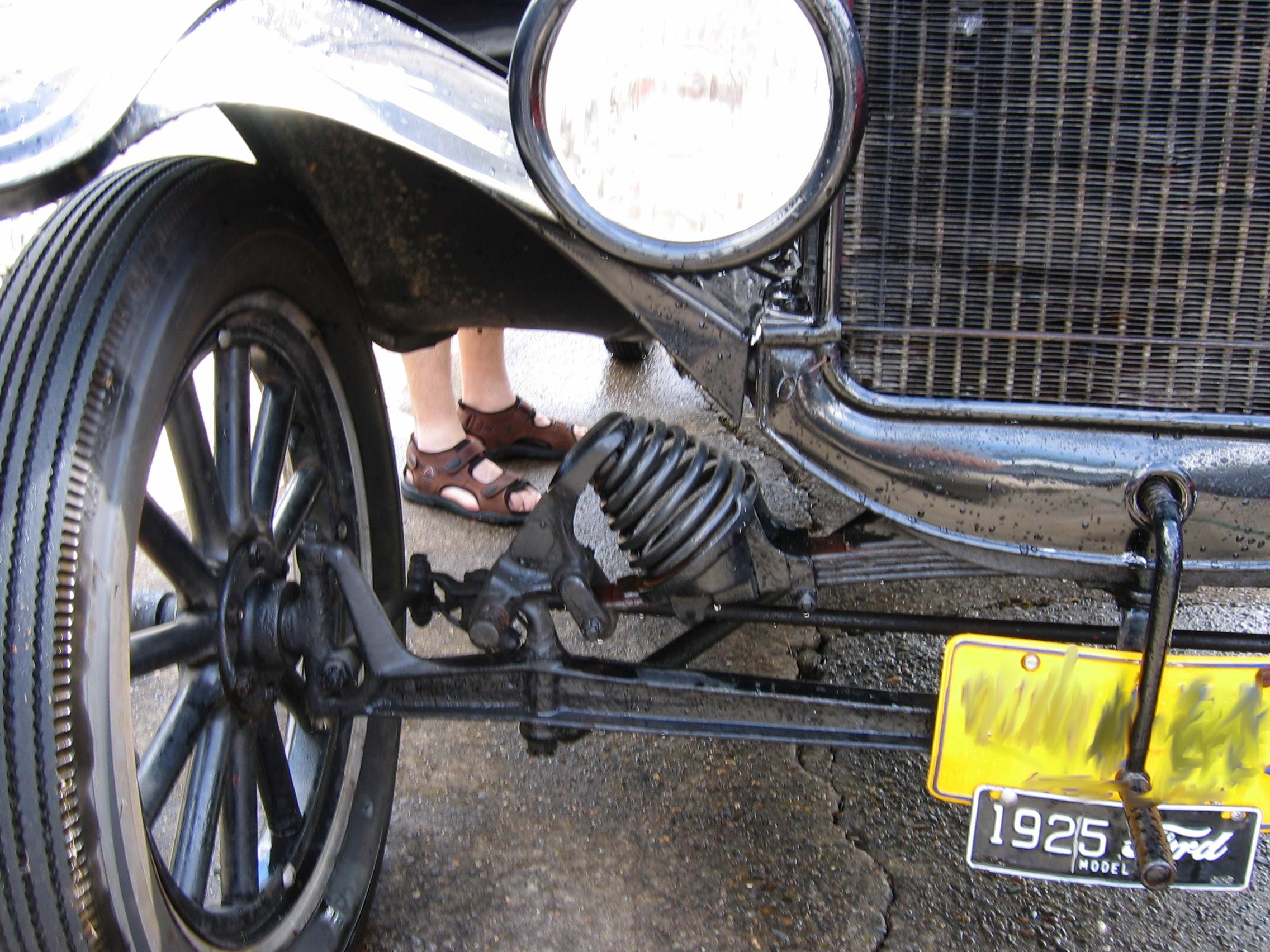
Przednie zawieszenie Forda T

Legendarna trwałość (jak na ówczesne standardy) Forda T wynikała z wysokiej jakości zastosowanych materiałów oraz przemyślanej, niezwykle prostej konstrukcji. Pierwsze egzemplarze samochodu używały w systemie chłodzenia pompy wody. Jednak po wyprodukowaniu kilkuset pojazdów te pompy zastąpiono termosyfonem. Model T nie miał pompy olejowej ani pompy paliwa, a zasilanie gaźnika odbywało się przy udziale grawitacji. Powodowało to problemy przy podjeździe pod strome wzniesienia, przy niskim stanie paliwa w zbiorniku. Zawieszenie Forda składało się ze sztywnych osi, amortyzowanych za pomocą ustawionych poprzecznie resorów eliptycznych. Mimo swojej prostoty układ zapewniał duży skok kół niezbędny do jazdy po wyboistej nawierzchni. Drewniane, szprychowe koła miały średnicę 21 cali i były zaopatrzone w pneumatyczne opony. Nieskomplikowany taśmowy układ hamulcowy działający na układ przeniesienia napędu wspomagany hamulcem pomocniczym działającym na taśmowe hamulce bębnowe przy tylnych kołach. Ponieważ Henry Ford chciał nadać swojemu samochodowi jak najbardziej uniwersalny charakter, tylne piasty zostały skonstruowane tak, aby mogły za pomocą pasa transmisyjnego napędzać wykorzystywane w gospodarstwach rolnych urządzenia. Wystarczyło w tym celu unieść tył auta, zdjąć koła i założyć odpowiedni pas.

### Prowadzenie
Model za sprawą przekładni planetarnej prowadził się w sposób oryginalny, lecz jednocześnie bardzo prosty. Posiadał trzy pedały, w tym środkowy nieco wysunięty w stronę kierowcy. Lewy odpowiadał za jazdę do przodu, środkowy za jazdę do tyłu, a prawy uruchamiał hamulec zasadniczy.
Przed uruchomieniem należało zaciągnąć hamulec pomocniczy, co powodowało wciśnięcie lewego pedału do połowy z jednoczesnym wysprzęgleniem. Wciskając pedał do oporu, kierowca załączał pierwszy bieg, a puszczając go zupełnie, drugi bieg. Szybkość regulowało się manetką przy kole kierownicy. Podczas jazdy do przodu, wciśnięcie środkowego pedału (jazda do tyłu) powodowało hamowanie pojazdu i dopiero po zatrzymaniu samochód kontynuował jazdę do tyłu. W drugą stronę sytuacja wyglądała analogicznie.
System ten sprawdzał się znakomicie, gdy auto się zakopało lub ugrzęzło. Wciskając na przemian pedały lewy i środkowy można było rozbujać auto i łatwo „wyjechać z opresji”. Ze względu na oryginalną obsługę, w przedwojennej Polsce do prowadzenia Forda T uprawniała osobna kategoria prawa jazdy.

## Budowa

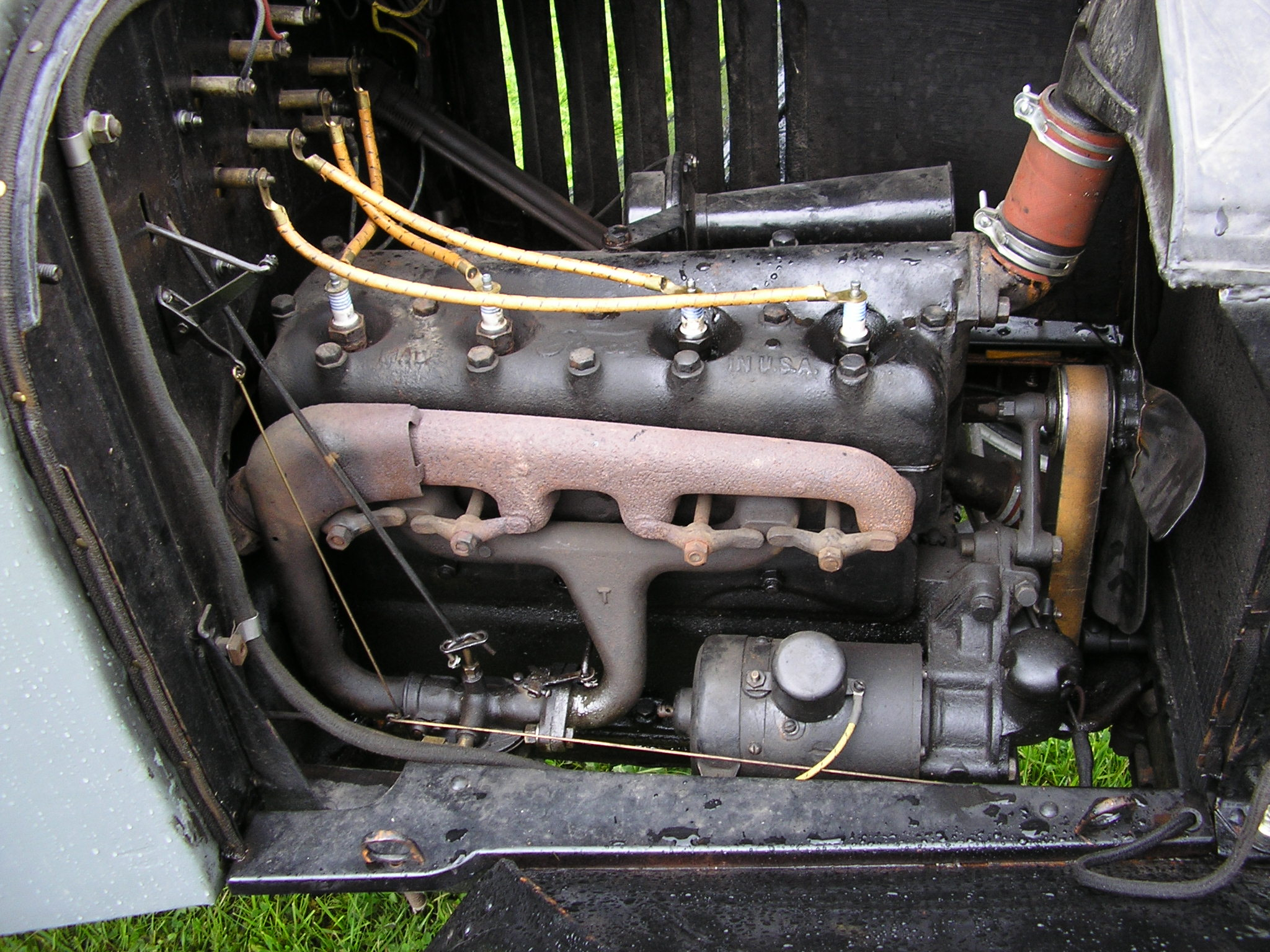
Silnik Modelu T

Samochód oparto na prostej ramie elastycznej, do której montowano oś przednią, tylną i silnik. Napęd stanowił silnik spalinowy, czterocylindrowy, czterosuwowy, dolnozaworowy o pojemności skokowej 2898 cm³ i mocy 22,5 KM. Blok silnika odlany był razem z tulejami cylindrowymi. Wał bez przeciwciężarów oparto na trzech łożyskach głównych. Silnik, sprzęgło i skrzynia biegów miały jedną miskę olejową. Napęd przekazywany był na tylne koła poprzez skrzynię dwubiegową z przekładnią planetarną. Zbiornik paliwa znajdował się na ramie, pod przednią kanapą. Zawieszenie pojazdu opierało się na pojedynczych resorach piórowych poprzecznych. Konstrukcja ramowa pozwalała na dowolną wręcz zabudowę nadwozia. Model T z blaszanym nadwoziem otwartym ważył około 540 kg i rozwijał prędkość 65 km/h.

### Przednia szyba
Ford T był wyposażony w ustawioną pionowo, dzieloną poprzecznie przednią szybę. W jej górnej części zamontowano obsługiwaną ręcznie wycieraczkę.

### Chłodnica
Prostokątna chłodnica modelu T była zwieńczona ozdobnym wlewem płynu chłodzącego.

### Skórzana tapicerka

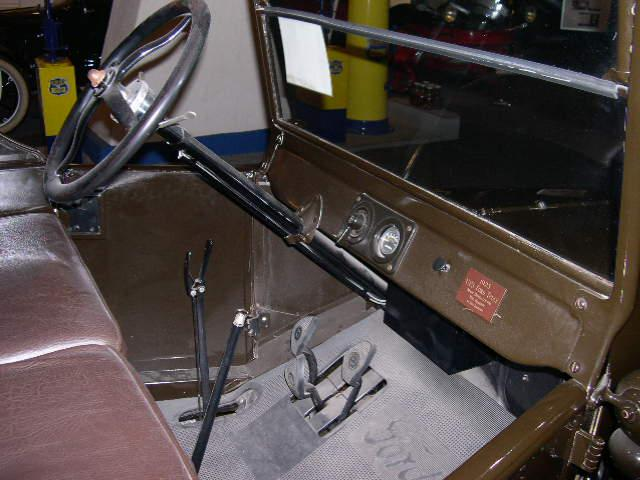
Wnętrze Modelu T (1923)

Początkowo we wnętrzu Forda znajdowała się jedna skórzana kanapa, zaś w 1919 roku w modelu T zamontowano dwie wygodne kanapy obszyte pikowaną skórą.

### Czarne nadwozie
Model T był produkowany w wielu odmianach nadwoziowych, 2- i 4-drzwiowych, otwartych lub zamkniętych, a także jako ciężarówka i furgon. Wykonane z wysokiej jakości stali nadwozie samochodu było malowane na czarno. Lakier ten wybrano ze względu na jego niską cenę i trwałość. Wbrew obiegowym opiniom, z linii montażowej zjeżdżały czasem auta w innych kolorach, było ich jednak stosunkowo mało.
Od momentu wprowadzenia do produkcji Modelu T w październiku 1908 do grudnia tegoż roku zostało wyprodukowanych 307 pojazdów w dwóch wariantach nadwoziowych: touring car i roadster (tzn. otwarte nadwozie dwuosobowe). Touring car (określany czasami jako double phaeton lub torpedo) był oferowany w kolorze czerwonym, roadster zaś w perłowo popielatym. Nieliczne muzea motoryzacyjne posiadają egzemplarze Modelu T z lat 1908–1909 w ich oryginalnej postaci, m.in. Henry Ford Museum – Greenfield Village (Dearborn). Eksponowane w tych muzeach samochody są czerwone. Kolorowe nadwozia oferowano do 1913 roku. W latach 1913–1926 wszystkie produkowane egzemplarze były w kolorze czarnym. Ponownie do wielobarwnych nadwozi Ford powrócił w latach 1926–1927. Wiele elementów samochodu, m.in. karoserię i zawieszenie wykonano ze stali z domieszką wanadu. Zapewniło to konstrukcji znakomitą wytrzymałość przy zachowaniu stosunkowo niewielkiej masy.

### Jednostka napędowa
Ford T był napędzany umieszczonym z przodu, 4-cylindrowym silnikiem o pojemności 2,9 l i mocy około 20 KM. O nowoczesności konstrukcji jednostki napędowej może świadczyć blok silnika wykonany jako jednolity odlew (ówczesne silniki miały z reguły oddzielnie odlewane poszczególne cylindry), wyposażenie w prądnicę, nowatorski układ zapłonu oraz elektryczny rozrusznik zamiast powszechnie stosowanej korby. Napęd był przekazywany na tylną oś za pośrednictwem dwubiegowej przekładni planetarnej. Samochód osiągał prędkość maksymalną około 68 km/h i był dość ekonomiczny – zużycie paliwa wynosiło 10–15 l/100 km.

## Koniec produkcji
Po 19 latach produkcji, mimo wprowadzanych ciągle zmian, Ford T stał się przestarzały technicznie i nie mógł dłużej konkurować z pojazdami innych producentów. W maju 1927 roku bramy fabryki opuścił ostatni z ponad 15 mln egzemplarzy auta.

## Obecność w mediach
- Ford Model T wystąpił w grze komputerowej Mafia, występuje on jako Bolt Ace[18].
- Samochód wystąpił w filmie Auta jako Gienia.
- Ford T opancerzony o nazwie FT-B, biorący udział w wojnie z bolszewikami w 1920, został przedstawiony w komiksie Praga Gada. O Wojnie![19]